# 巴拉瑟德
巴拉瑟德是印度的城市，由西孟加拉邦負責管轄，位於該國東北部，面積34平方公里，海拔高度11米，每年平均降雨量1,579毫米，2011年人口283,443。

## 人口
该地2001年总人口231515人，其中男性118367人，女性113148人；0—6岁人口22635人，其中男11503人，女11132人；识字率76.88%，其中男性为80.77%，女性为72.82%。

## 教育
阿達瑪斯大學在此地。

## 外部連結
- Census 2001 data